# Ronald W. Lougheed
Ronald W. Lougheed (Estados Unidos, diciembre de 1938) es un químico nuclear estadounidense, codescubridor de un elemento químico producido artifialmente: el seaborgio (1974). Durante su permanencia en el Laboratorio Nacional Lawrence Livermore de la Universidad de California, Berkeley también participó en el descubrimiento de los elementos químicos de número atómico 113 (ununtrio) y 115 (ununpentio) y en otros transuránidos.

## Carrera profesional
Se incorporó al grupo de investigación sobre elementos pesados del Laboratorio Lawrence Berkeley, trabajando en el acelerador lineal con Albert Ghiorso, descubriendo en 1974 el elemento 106 que sería llamado seaborgio en honor de Glenn T. Seaborg, cuyo equipo lo había reclutado para unirse a ellos en la investigación de nuevos elementos.
Luego trabajó en el Laboratorio Nacional Lawrence Livermore donde desarrolló el resto de sus investigaciones en física nuclear.

## Descubrimiento del seaborgio
El seaborgio fue preparado en 1974 por bombardeo de californio con átomos de oxígeno, junto a Matti Nurmia, Jose R. Alonso, Albert Ghiorso, E. Kenneth Hulet, Carol T. Alonso, Ronald W. Lougheed y Glenn T. Seaborg.

## Descubrimiento del ununtrio y el ununpentio
Fue un descubrimiento conjunto por parte de científicos del Instituto Glenn T. Seaborg y la División de Ciencia Nuclear del Laboratorio Nacional Lawrence Livermore, en colaboración con investigadores del Instituto de Investigación Nuclear de Rusia (Joint Institute for Nuclear Research, JINR), liderado por Y. Ts. Oganessian.
En experimentos llevados a cabo en el ciclotrón U400 del JINR en Dubna entre el 14 de julio y el 10 de agosto de 2003, el equipo de científicos observaron patrones atómicos de desintegración, que confirman la existencia de los elementos 115 y 113. En estas cadenas de desintegración, el elemento 113 se produce a través de la desintegración alfa del elemento 115.
Los científicos del LLNL que han intervenido son Joshua B. Patin, Ken J. Moody, John F. Wild, Mark A. Stoyer, Nancy J. Stoyer, Dawn A. Shaughnessy, Jacqueline M. Kenneally y Ronald Lougheed.

## Los elementos 116 y 118
Fruto de esa colaboración entre el equipo de Lougheed y los científicos rusos de Dubna se han descubierto los elementos 116 (livermorio) y 118 (ununoctio).

## Publicaciones
Ha publicado diversos artículos científicos sobre física nuclear:
- Element 106. A. Ghiorso, J. M. Nitschke, J. R. Alonso, C. T. Alonso, M. Nurmia, G. T. Seaborg, E. K. Hulet, y R. W. Lougheed. Physical Review Letters, volumen 33, núm. 25, 1974, pág. 1490–1493.
- Spark Spectrum of Berkelium. GUTMACHER, RALPH G; HULET, E KENNETH; LOUGHEED, RONALD. JOSA, Vol. 55, Núm. 8, pág. 1029_1-1030 (1965)
- Nuclear Spin of 249Bk from the Hyperfine Structure in its Emission Spectrum. WORDEN, EARL F; HULET, E KENNETH; LOUGHEED, RONALD; CONWAY, JOHN G. JOSA, Vol. 57, Núm. 4, pág. 550-550 (1967)
- Hyperfine Structure in the 253Es Emission Spectrum. WORDEN, EARL F; GUTMACHER, RALPH G; LOUGHEED, RONALD W; EVANS, JAMES E; CONWAY, JOHN G. JOSA, Vol. 58, Núm. 7, pág. 998-1000 (1968)
- Hyperfine Structure in the 253Es Emission Spectrum. II. Nuclear Spin, Nuclear Magnetic Dipole Moment, and Energy Levels of Es II. WORDEN, EARL F; GUTMACHER, RALPH G; LOUGHEED, RONALD W; CONWAY, JOHN G; MEHLHORN, ROLF J. JOSA, Vol. 60, Núm. 10, pág. 1297-1302 (1970)
- Hyperfine structure in the 253Es emission spectrum, III: Extension of the line list, levels of Es I and Es II, nuclear magnetic-dipole and quadrupole moments. Worden, Earl F; Lougheed, R W; Gutmacher, R G; Conway, John G. JOSA, Vol. 64, Núm. 1, pág. 77-85 (1974)
- Studies in the Region of Enhanced Nuclear Stability Around N = 162 and Z = 108. J. F. Wild, R. W. Lougheed, K. J. Moody, N. J. Stoyer. Lawrence Livermore National Laboratory. Enero de 1997.
- Measurement of an Upper Limit of Fission Energy Release in HOLOG using a Germanium Gamma-Ray Detector. Tzu-Fang Wang, Allen V. Friensehner, Ronald W. Lougheed. Lawrence Livermore National Laboratory. Enero de 1998.